# Medicago heldreichii
Medicago heldreichii là một loài thực vật có hoa trong họ Đậu. Loài này được E.Small miêu tả khoa học đầu tiên.